# Raul Hilberg
Raul Hilberg est un historien et politologue juif américain d'origine autrichienne, né le 2 juin 1926 à Vienne en Autriche et mort le 4 août 2007 à Williston dans l'État du Vermont aux États-Unis.
Spécialiste de la Shoah de réputation internationale, il a été le premier à reconstituer dans une synthèse d'envergure, richement étayée, le processus d'ensemble du génocide perpétré à l'encontre des Juifs pendant la Seconde Guerre mondiale dans tous ses aspects politiques, économiques, techniques, administratifs et humains.

## Biographie

### Jeunesse et formation
Né à Vienne, Raul Hilberg fuit l'Autriche et les persécutions nazies en avril 1939, à l’âge de 13 ans, en compagnie de sa famille. Après un bref séjour à Cuba, la même année, il débarque seul aux États-Unis. En 1944, il est de retour en Europe sous l'uniforme de l'armée américaine.
Raul Hilberg fait des études de science politique (B.A. 1948) au collège de Brooklyn de l'université de la ville de New York, et de droit public et gouvernement (M.A. en 1950, Ph.D. en 1955) à l'université Columbia.

### Carrière universitaire

#### Un historien de la Shoah
En 1956, il devient professeur de relations internationales à l'université du Vermont, à Burlington, où il demeure pendant toute sa carrière, multipliant les congés sabbatiques pour mener à bien ses recherches.
Dès 1948, Raul Hilberg poursuit des recherches relatives au génocide des Juifs d'Europe. En 1952, il devient membre du War Documentation Project et du musée du mémorial de l'Holocauste des États-Unis, témoin du département de la Justice dans les procès contre les criminels concernés.
Ce poste lui donne accès aux archives du Troisième Reich saisies par l'armée américaine. Hilberg décide d'écrire sa thèse doctorale sous la direction de Franz Leopold Neumann. Après le décès de Neumann en 1954 dans un accident de voiture, Hilberg continue sa thèse sous la direction de William T. R. Fox. 
En 1955, il soutient sa thèse La Bureaucratie sous l'Allemagne nazie. Il éprouve de grandes difficultés à la faire publier. À la fin des années 1950, l'extermination des Juifs suscite alors assez peu d'intérêt. L'arrestation d'Adolf Eichmann, en 1960, et l'ouverture de son procès donnent un regain d'intérêt à cette période, ce qui permet la publication de l'ouvrage. 

#### Une œuvre majeure, internationalement reconnue
Néanmoins, La Destruction des Juifs d'Europe paraît en 1961 dans l'indifférence générale. Cet ouvrage fournit l'estimation de cinq millions cent mille victimes juives, chiffre que l'on retrouve inchangé dans la deuxième édition de 1985.
Ce texte qu'il n'a cessé de compléter jusque dans les années 2000, peu avant sa mort, est devenu une référence internationale sur le génocide des Juifs, notamment après la publication de la deuxième édition en 1985 (en 1988 dans sa version française). De plus, Raul Hilberg a ajouté un dernier chapitre sur le Rwanda à la suite du génocide de 1994, refusant de se taire face à ce qui se passait dans le monde contemporain.

« Raul Hilberg dit aujourd’hui encore ne pouvoir répondre au « pourquoi » de « la solution finale ». Il n’en dissèque pas moins avec une précision extrême un processus qui a impliqué tous les rouages de l’État nazi, de la SS jusqu’aux Chemins de fer, ainsi que des pans entiers de la « société civile » allemande : industries, laboratoires, commerces. La rationalité industrielle implacable d’un processus dépourvu de toute signification particulière, sinon celle d’accomplir au mieux la tâche confiée, pour le plus grand nombre de ses acteurs, allemands ou collaborateurs, n’est pas la moindre des questions qui jaillit des recherches de Raul Hilberg. »

— Marc Blachère, L'Humanité, 18 mars 1998.
Raul Hilberg est mort en 2007, à 81 ans, à son domicile américain de l'État du Vermont.

## Publications
Ouvrages
- La Destruction des Juifs d'Europe, 1961 ; éd. Fayard, 1988, et Gallimard, coll. « Folio histoire », deux volumes, 1991 ; troisième édition, trois volumes, Gallimard, « Folio »-histoire, 2006.
- Exécuteurs, victimes, témoins, éd. Gallimard, coll. « NRF »-essais, 1994 et coll. « Folio histoire », 2004.
- La Politique de la mémoire, Gallimard, coll. « Arcades », 1996.
- Holocauste : les sources de l'histoire  (trad. Marie-France de Paloméra), Paris, Éditions Gallimard, coll. « NRF Essais », 2001, 234 p. (ISBN 978-2-07-076199-9).

Direction
- L'Insurrection du ghetto de Varsovie, éd. Complexe, 1994.

Contributions
- (de) Auf den Trümmern der Geschichte. Gespräche mit Raul Hilberg, Hans Mommsen und Zygmunt Bauman, Tübingen, éd. Diskord, coll. « Studien zum Nationalsozialismus », 1999.

Édition de texte
- Préface et édition d'Adam Czerniaków, Carnets du ghetto de Varsovie – 6 septembre 1939-23 juillet 1942, éd. La Découverte, 2003 ; édition originelle The Warsaw Diary of Adam Czerniakow: Prelude to Doom, Ivan R. Dee Publisher, 1998.